# La luz (canción de Thalía y Myke Towers)
«La luz» es una canción de la cantante mexicana Thalía y del rapero puertorriqueño Myke Towers, del álbum de estudio de Thalía, Desamorfosis. Fue lanzado por Sony Music Latin el 28 de agosto de 2020.

## Antecedentes
La canción fue lanzada el 28 de agosto de 2020 en la radio convencional y en todas las plataformas digitales. Thalía declaró que ella grabó la canción pensando en su audiencia y cómo la canción podría levantar sus niveles de positivismo y felicidad.

## Vídeo musical
El vídeo musical fue publicado en el mismo que la canción. El vídeo fue dirigido por Ariel Danziger, filmado en Nueva York y en San Juan, y muestra a los cantantes en un paisaje rústico llenos de luces de neón y efectos especiales.

## Posicionamiento en listas
| Gráfico (2020)                          | Posición |
| --------------------------------------- | -------- |
| Chile Pop (Monitor Latino)              | 19       |
| Dominican Republic Pop (Monitor Latino) | 16       |
| México Pop (Monitor Latino)             | 11       |
| Mexican Espanol Airplay (Billboard)     | 16       |
| Puerto Rico Pop (Monitor Latino)        | 7        |
| Estados Unidos (Latin Pop Airplay)      | 18       |